# Trying to Pull Myself Away
«Trying to Pull Myself Away» (Intentando alejarme) es una canción del músico irlandés Glen Hansard, incluida en la banda sonora de la película Once del año 2007. La película fue dirigida por  John Carney e interpretada el mismo Glen Hansard y la multiistrumentalista checa Markéta Irglová.
La banda sonora que incluye este tema recibió una nominación al Grammy.